# David Chachaleisjvili
David Chachaleisjvili, född 28 februari 1972 i Kutaisi, Sovjetunionen, död 11 januari 2021, var en georgisk judoutövare.
Han tog OS-guld i herrarnas tungvikt i samband med de olympiska judotävlingarna 1992 i Barcelona.